# Rachad Chitou
Rachad Chitou (* 18. September 1976) ist ein beninischer Fußballtorhüter.
Chitou spielte lange Zeit bei AS Dragons FC de l’Ouémé im Benin. 2006 wechselte er nach Ghana zu Heart of Lions und eine Saison später nach Nigeria zu den Wikki Tourists.
Für die Nationalmannschaft des Benin nahm Chitou an beiden Afrikameisterschaften teil, für die sich das Land in seiner Geschichte qualifizieren konnte. Sowohl 2004 als auch 2008 war er Stammtorhüter seiner Mannschaft, konnte aber beide Male das Ausscheiden in der Vorrunde nicht verhindern.